# Història de l'Exèrcit del Brasil

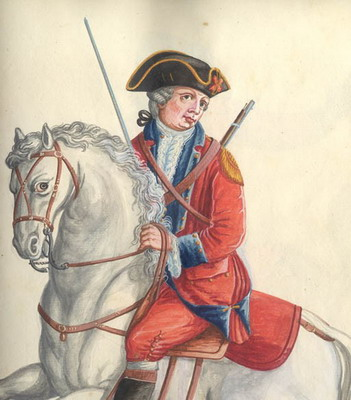
Aquarela d'un militar brasiler del període colonial, probablement del.

La història de l'Exèrcit del Brasil comença oficialment amb la creació de l'estat brasiler després de la Independència del Brasil, tanmateix mobilitzacions de brasilers per a fer la guerra ja existien des de la colonització del Brasil, sent les primeres les efectuades contra les temptatives de colonització francesa, a les dècades de 1550 i de 1610. En el període colonial, a la Batalla de Guararapes, durant la invasió holandesa del Brasil, els efectius portuguesos eren formats majoritàriament per brasilers.

## Període colonial
La història de l'Exèrcit Brasiler comença oficialment amb la creació de l'estat brasiler després de la Independència del Brasil, tanmateix mobilitzacions de brasilers per a fer la guerra ja existien des de l'etapa colonial, sent les primeres les efectuades contra les temptatives de colonització francesa, a les dècades de 1550 i de 1610.
Durant el període colonial, el rei D. Manuel I va manar organitzar expedicions militars amb la finalitat de protegir els dominis portuguesos a Amèrica. A mesura que la colonització avançava a través de les capitanies de Pernambuco i Saõ Vicente, les autoritats militars colonials van començar a aixecar les primeres construccions defensives per fer front als anhels expansius dels francesos, britànics i holandesos. El 1548 el rei Joan III va resoldre crear un govern general amb seu a Bahia. Les primeres intervencions militars van ser l'expulsió dels francesos de les costes de Rio de Janeiro i de Maranhão, el 1615. A mesura que s'avançava cap a l'interior del país, a través d'un ampli moviment d'expansió territorial, en el segle xvii i en el segle xviii, es va fer imperativa la defensa del territori conquerit. Progressivament, les expedicions a l'interior van passar a estar formades per civils armats, els bandeirantes, que s'ajudaven de nadius i mestissos caboclos en la recerca de riqueses i en la captura d'esclaus, particularment a l'Estat de São Paulo.

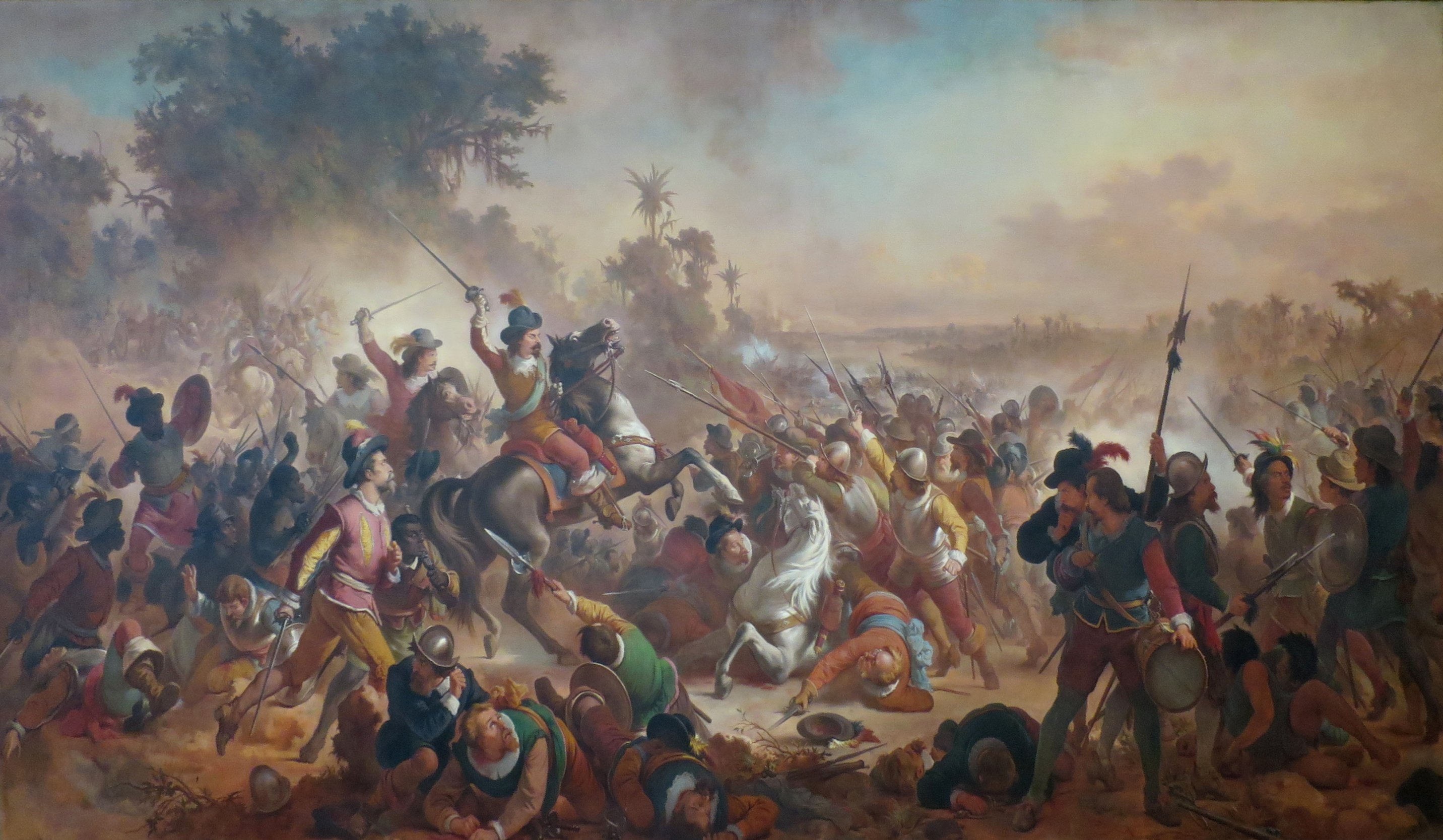
La Batalla dels Guararapes, fou un episodi decisiu de la Insurrecció Pernambucana.

La batalla de Guararapes fou un episodi decisiu de la Insurrecció Pernambucana, la guerra contra el Brasil neerlandès a mitjans del segle xvii. Per primera vegada es va mobilitzar grans efectius provinents de la colònia i, particularment, va començar a haver un sentiment de defensa nacional, independent de la influència de la corona. La primera Batalla de Guararapes (19 d'abril de 1648) marca l'inici de l'organització de l'exèrcit colonial com a força genuïnament brasilera, formada per blancs locals, liderats per André Vidal de Negreiros; indis, liderats per Antônio Filipe Camarão; i negres i mulats, liderats per Henrique Dias: tots ells formen part dels Herois de Guararapes i van ser inscrits en el Llibre dels Herois i Heroïnes de la Pàtria.
En aquesta època, seguint el model d'organització de l'Exèrcit Portuguès implementat en la Guerra de Restauració portuguesa de 1640, les forces terrestres del Brasil colonial adopten l'organització en tres línies (terços) que es mantindrà fins ben entrat el segle xix. Al llarg del segle xviii, el Brasil colonial va tenir seriosos problemes fronterers principalment a l'extrem sud del país. En aquella època, eren freqüents els xocs entre els lusobrasilers i els hispanoamericans. A més, la força terrestre va haver d'afrontar l'amenaça de les revoltes dels indis i dels esclaus negres, com la Guerra Guaranítica o la Revolta dels Malês.
A l'inici de l'anomenada Guerra Fantàstica, el marquès de Pombal va intentar organitzar de forma més professional l'Exèrcit Portuguès, que havia estat abandonat després d'un llarg període de pau. Amb aquest objectiu, contracta el comte Guilherme de Schaumburg-Lippe, un militar alemany, que va arribar acompanyat per diversos oficials estrangers. Entre aquests, es trobava el general João Henrique Böhm que immediatament és enviat al Brasil, amb l'objectiu de reorganizar les forces locals i comandar-les en la defensa de les fronteres del Sud. Des de la metròpolis portuguesa, Böhm porta fins a tres regiments d'infanteria (Estremoz, Moura, i Bragança), que després de combatre en les guerres del Sud, acabaran per quedar-se permanentment al Brasil. En la reorganizació promoguda per Böhm es van construir casernes, cases d'armes, fortificacions i hospitals. La guarnició de Rio de Janeiro va passar a ser un centre de preparació per a les tropes que havien de lluitar al sud.

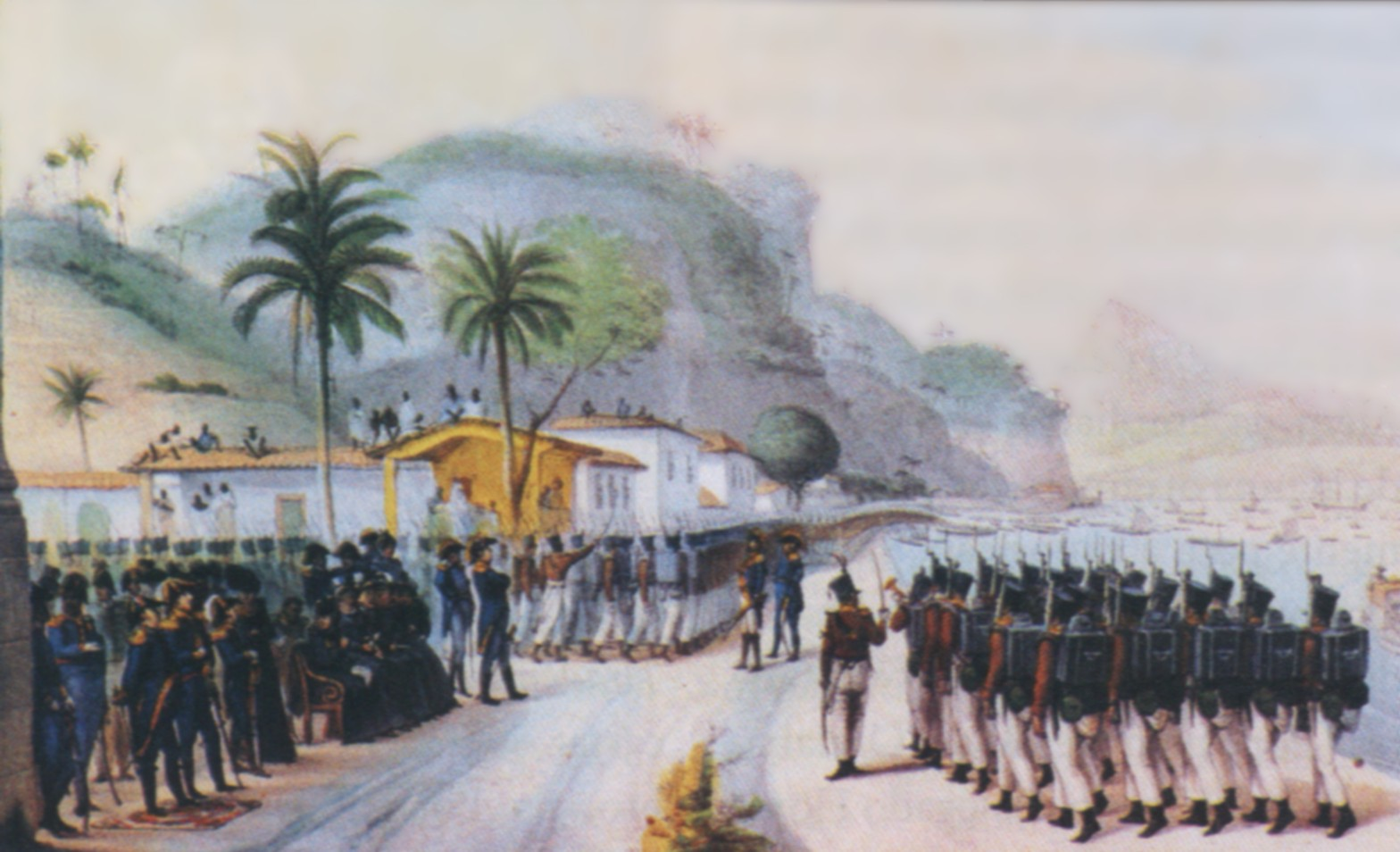
Tropes al port de Rio, preparades per embarcar-se en direcció a Montevideo, 1816.

Quan la corona portuguesa va refugiar-se a Rio de Janeiro, va tenir lloc la Invasió Portuguesa (1816), on l'exèrcit del Regne Unit de Portugal, el Brasil i l'Algarve va envair i annexionar-se la província Cisplatina.

## Imperi

### Regnat de Pere I (1822-31)
L'Exèrcit Nacional (o Imperial, com era anomenat habitualment) durant l'etapa monàrquica era dividit en dos rams: el de 1a Línia, que era l'Exèrcit pròpiament dit; i el de 2a Línia, format per les antigues milícies i ordenances heretades dels temps colonials. Amb l'expulsió de les tropes portugueses a les províncies de Bahia, Maranhão, Pará i Cisplatina, l'Emperador Pere I va reorganitzar la disposició de les tropes, preparant-se per als conflictes imminents. La major part dels militars acollits en el país - inclús els nats a Portugal - van romandre leais a l'Emperador, que va poder disposar de suficients tropes, equipament i bases per a les operacions de guerra. Així, durant la Guerra de la independència, la força terrestre va combatre eficaçment en el nord i en el llavors extrem sud del Brasil (avui Uruguai), derrotant les tropes lleials a les Corts de la metròpoli. El 1824 l'efectiu de l'Exèrcit de 1a Línia era de 24.000 homes disciplinats, entrenats i equipats tan bé com els seus equivalents europeus. Amb el final de la guerra d'Independència, les Forces Armades Brasileres ja estaven efectivament ben organitzades i proveïdes. Això va ocórrer gràcies principalment a l'emperador, que sempre va admirar i va respectar la carrera d'armes. Un batalló va ser enviat a Pernambuco a finals d'aquell any, on va suprimir amb èxit la revolta de la Confederació de l'Equador.

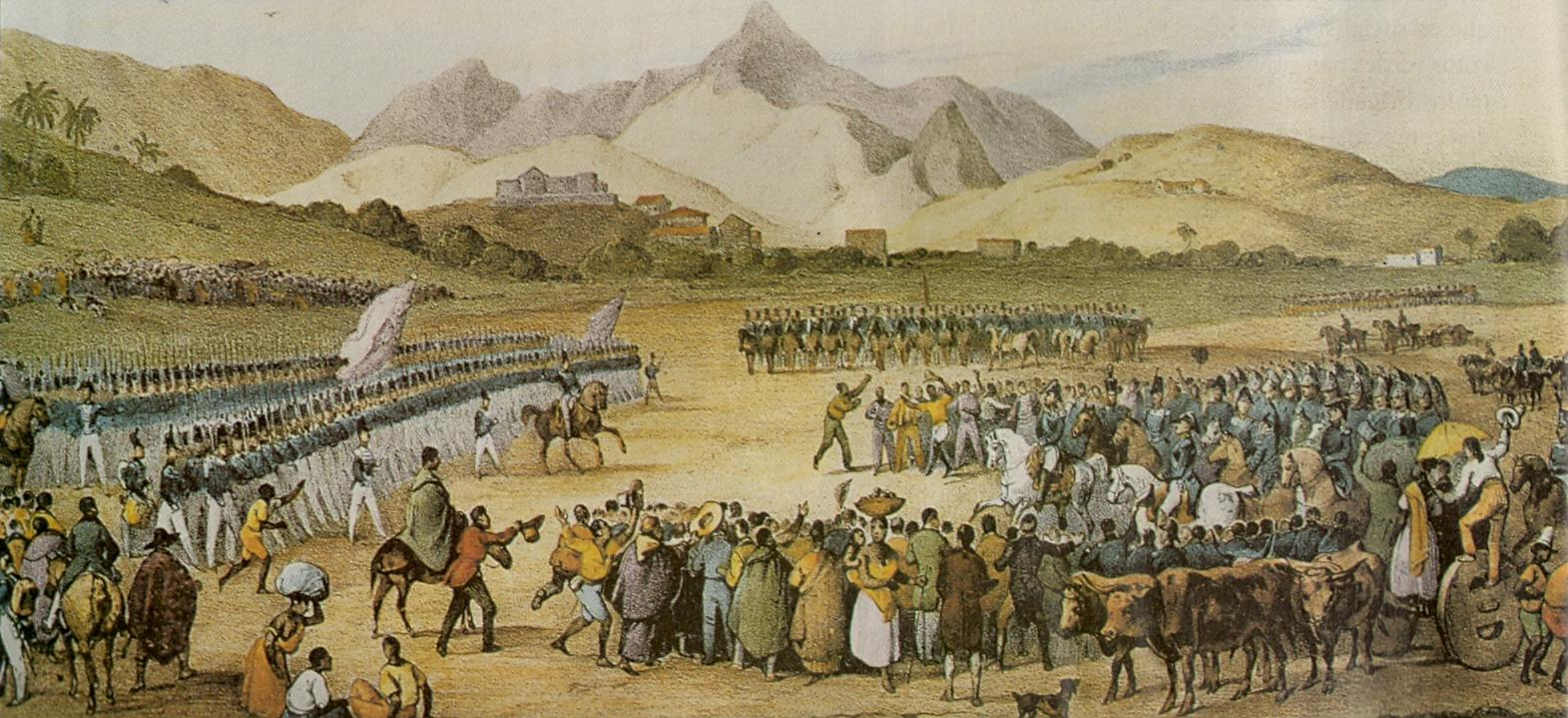
Tercer batalló de l'Exèrcit brasiler en entrenament en São Cristóvão, Rio de Janeiro.

La formació dels oficials de l'Exèrcit era realitzada en l'única escola d'enginyeria en el país, fins al 1874, malgrat de no haver estat obligatòria per a evolucionar en la carrera durant el segle xix. Els militars que formaven part dels cossos d'infanteria i cavalleria només havien de cursar dos anys i rebien classes d'aritmètica, àlgebra, geometria, trigonometria, dibuix, tàctica, estratègia, castrametació, fortificació de campanya, reconeixement de terreny i química, entre d'altres. Mentrestant, els enginyers i artillers eren obligats a realitzar la carrera completa, 7 anys en total, motiu pel qual els seus cossos eren més prestigiosos que els altres. El temari complet incloïa càlcul diferencial i integral, mecànica, balística, trigonometria esférica, física, astronomia, geodèsia, fortificació regular i irregular, atac i defensa de places, arquitectura civil, carreteres, ports, canals, mineralogia, artilleria, mines i història natural.
L'Imperi va declarar una nova guerra a la Províncies Unides del Riu de la Plata (actual Argentina) el 1825, per haver col·laborat i finançat la revolta separatista en la província Cisplatina. Dos anys després, amb un Exèrcit de 1a Línia de 27.242 homes i de 2a Línia de 95.000 homes, Brasil no va ser capaç de doblegar unes forces rebels que es defensaven amb tàctiques de guerrilla. El Brasil va perdre bona part de la província, que es va acabar emancipant i creant l'Uruguai. En signar-se la pau, l'Imperi havia perdut més de 8.000 homes, un deshonor per l'Exèrcit. Els militars culpaven l'Emperador per no haver aconseguit que el Parlament aprovés l'enviament d'equipaments i subministraments, mentre que els polítics van carregar contra el monarca per fer entrar el país en un conflicte d'alt cost econòmic, sufragat a base d'impostos.

### Regència (1931-42)
L'abdicació de Dom Pedro I, qui va marxar a Portugal a lluitar contra el seu germà Miquel, va comportar una abrupta disminució en la despesa en Defensa i la reducció del nombre d'efectius de l'Exèrcit. A més dels motius financers, els liberals volgueren debilitar un dels grans pilars de l'antic Emperador, anticipant-se a una eventual tornada. Diversos batallons van ser dissolts i altres transferits cap a les províncies més distants. La major part dels soldats va ser dispensada, l'allistament va ser suspès i va ser prohibida la promoció de qualsevol oficial. 4 mesos després de la marxa del monarca, la regència liberal havia reduït l'efectiu de l'Exèrcit a menys de 10.000 homes, quantitat que disminuiria després fins als 6.000. Els batallons formats per mercenaris també van ser desmobilitzats.

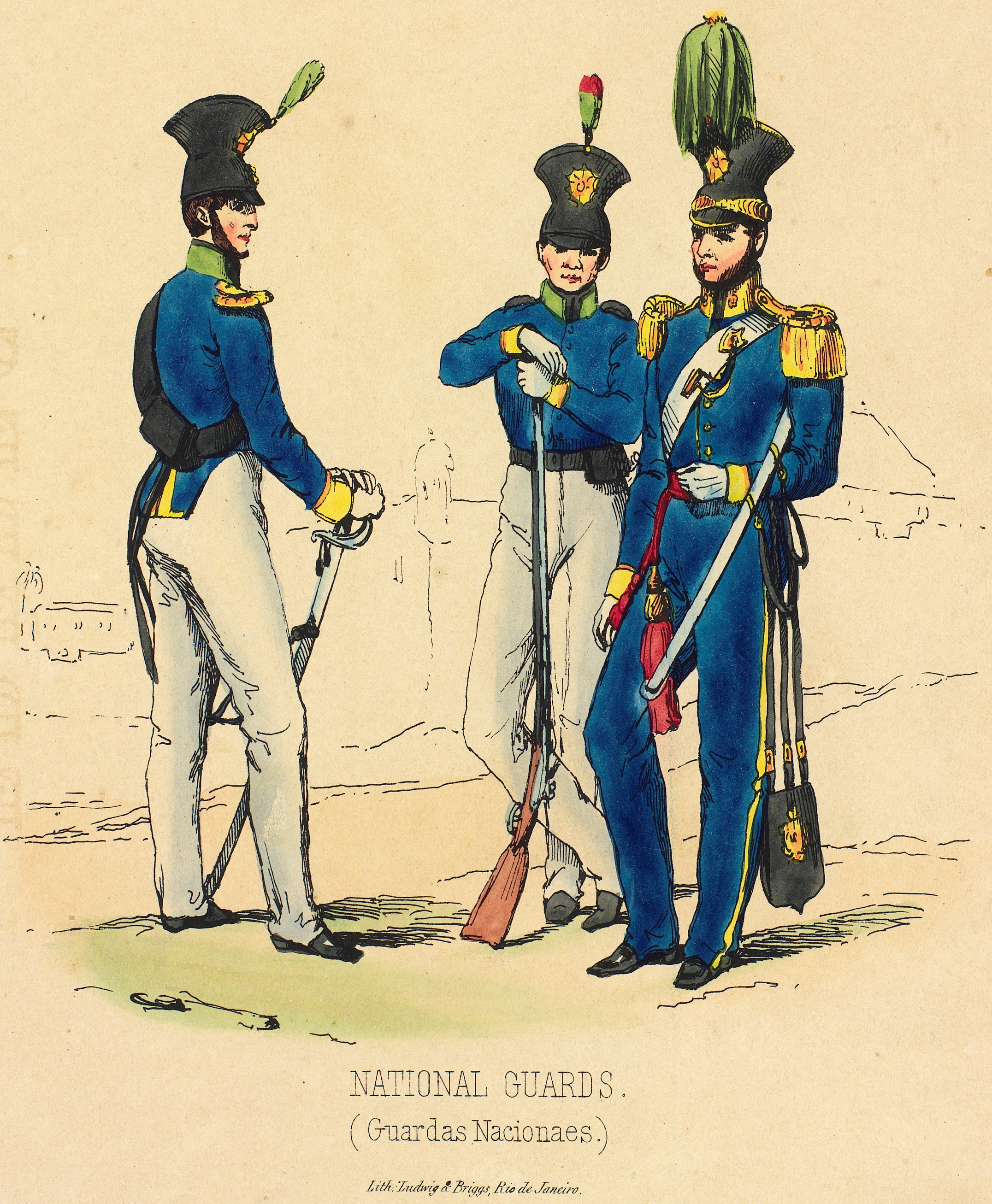
Uniformes de la Guàrdia Nacional, 1845.

El 18 d'agost de 1831 va ser creada la Guàrdia Nacional, amb el propòsit d'auxiliar el reduït exèrcit en la defensa nacional. La nova institució substituiria les extintes milícies i ordenances. Sobre el paper, la nova força militar era formada per tots els brasilers amb una renta anual superior als 200 mils reals (el mateix import que calia per esdevenir elector). La gran majoria de la població masculina tenia condicions de formar part de la Guàrdia Nacional: el valor mínim exigit podia ser cobert per artesans i comerciants amb facilitat. Fins i tot els fills lliures d'esclaus podien arribar a formar-ne part. Pertànyer a la Guàrdia Nacional no tenia remuneració i, de fet, els integrants havien de correr amb les despeses de manutenció i l'uniforme (tot menys les armes i la munició, que eren subministrades per l'Estat). Els Nacionals, no obstant això, eren una força amb poca instrucció militar, certaament insuficient per a les batalles de l'època. No hi havia tropes permanents, ni tampoc quarters per allotjar-les. En temps de guerra, la Guàrdia Nacional s'incorporava a les línies de l'exèrcit regular. Era doncs, a tots els efectes, una força reserva de l'Exèrcit Imperial, encara que en la pràctica, depenien dels comandants regionals: grans latifundistes i propietaris d'esclaus, anomenats Coronels.
La desmobilització de l'Exèrcit i la formació d'un cos armat sense preparació militar, va ser una de les causes principals per les quals el Govern central a Rio de Janeiro fou incapaç de sufocar les rebel·lions que se succeïren durant el període de regència, moltes d'elles de caràcter republicà i anti-esclavista. D'aquestes, en destaquen la Balaiada, la Cabanada, Cabanagem, la revolta dels Malês, la Sabinada i la Guerra dels Farrapos. L'elecció del conservador Pedro de Araújo Lima per al càrrec de regent, el 1837, va canviar la situació completament. El Partit Conservador va restaurar l'Exèrcit, reorganitzant-lo i reequipant-lo, triplicant el contingent fins als 18.000 homes. Així, l'Exèrcit Imperial va recuperar l'estabilitat política, tallant d'arrel les diferents revoltes provincials.

### Regnat de Pere II (1842-89)
A començaments de la dècada del 1840, un cop Pere II va ser declarat major d'edat i va prendre les regnes de l'Imperi, una nova reestructuració en l'Exèrcit va fer-lo més cohesionat i combatiu. El 1845 l'Escola Militar (antiga Acadèmia Militar) va ser dividida en dues: una va romandre amb l'antic nom, mentre l'altra va convertir-se en l'Escola Central. Una nova reforma (Decret nº 585), datada el 6 de setembre de 1850, va millorar considerablement la qualitat dels oficials de l'Exèrcit Imperial. La progressió en la carrera militar a partir de llavors ocorreria a través de l'antiguitat, mèrit i currículum acadèmic, a més de la preferència pels militars que haguessin conclòs l'Escola Militar. El gabinet conservador va crea un any després el Curs d'Infanteria i Cavalleria. La Guàrdia Nacional va ser reformada al mateix temps i va quedar subordinada exclusivament als jutges de pau locals i, conseqüentment, sota el comandament del Ministeri de Justícia. L'Exèrcit Imperial tenia el 1851 més de 37.000 homes i va participar de la Guerra de la Plata, on va derrotar l'Argentina amb la col·laboració de tropes uruguaianes i tropes rebels argentines.

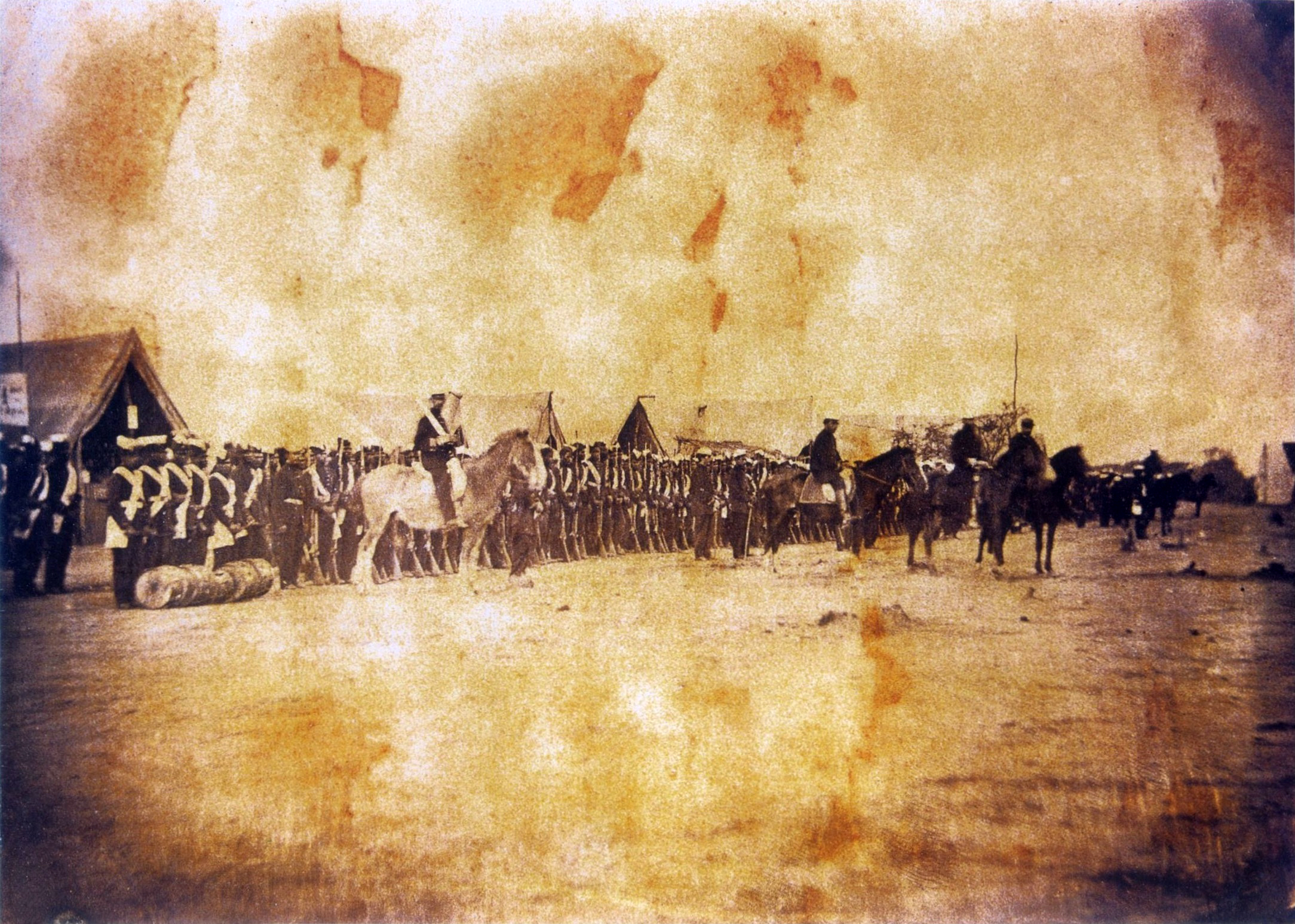
Revista de les tropes brasileres acampades a Tayi, Paraguai; 1868.

L'esclat de la Guerra de l'Uruguai el 1864, seguida a continuació per la Guerra de la Triple Aliança (1864-70), va revelar el complet abandó que l'Exèrcit Imperial patia des de 1852: mancava equipament, munició, uniformes i mitjans de transport, i els efectius regulars havien baixat fins als 18.000 homes. Va ser necessari buscar una força reserva per a col·laborar amb l'esforç de la guerra. La Guàrdia Nacional era composta per 200.000 homes en 1864. Però, malgrat la impressionant quantia, la falta d'entrenament i equipament i la gran reticència de bona part dels seus integrants per a ser enviats al teatre d'operacions, va anul·lar considerablement el potencial bèl·lic de la institució. A partir de llavors, la Guàrdia Nacional va ser arraconada, en favor de l'Exèrcit. El 7 de gener de 1865 es va crear el cos dels Voluntaris de la Pàtria, que rebé els brasilers que s'allistaren espontàniament –tot i que després també va formar-lo reclutes forçosos. El nomenament de Lima e Silva (en aquella època, marquès de Caxias) com a comandant de les tropes brasileres en l'operació contra el Paraguai a mitjan 1866 va revolucionar completament l'Exèrcit Imperial. Dels 18 mil homes destinats en terriotri enemic a finals de 1865, va passar a tenir-ne 67.365 en 1866, 71.039 en 1867 i 82.271 en 1869 Caxias va reorganitzar les tropes, que van rebre uniformes, equipaments i subministraments tan bons com els de l'Exèrcit Prussià. L'atenció mèdica que rebien els soldats era superior al que es va veure en la Guerra de Crimea i una mica inferior al de la Guerra de Secessió estatunidenca. L'Imperi va sortir victoriós i va afermançar la supremacia sobre l'Amèrica Llatina, però van perdre la vida uns 50 mil dels 154.996 soldats brasilers mobilitzats, en sis anys d'escomeses.
La Guàrdia Nacional va veure com les seves funcions es reduïren a partir de 1873, sent prohibida d'actuar com a força policial i, des de llavors, va restar com una simple reserva de l'Exèrcit. La seva dissolució definitiva, però, no arribaria fins al 1918. L'any 1874 es va crear l'Escola Politécnica de Rio de Janeiro, que impartiria el curs d'enginyeria civil. Aquell any, el govern imperial va destinar prop del 27% de la despesa pública en l'Exèrcit i l'Armada.

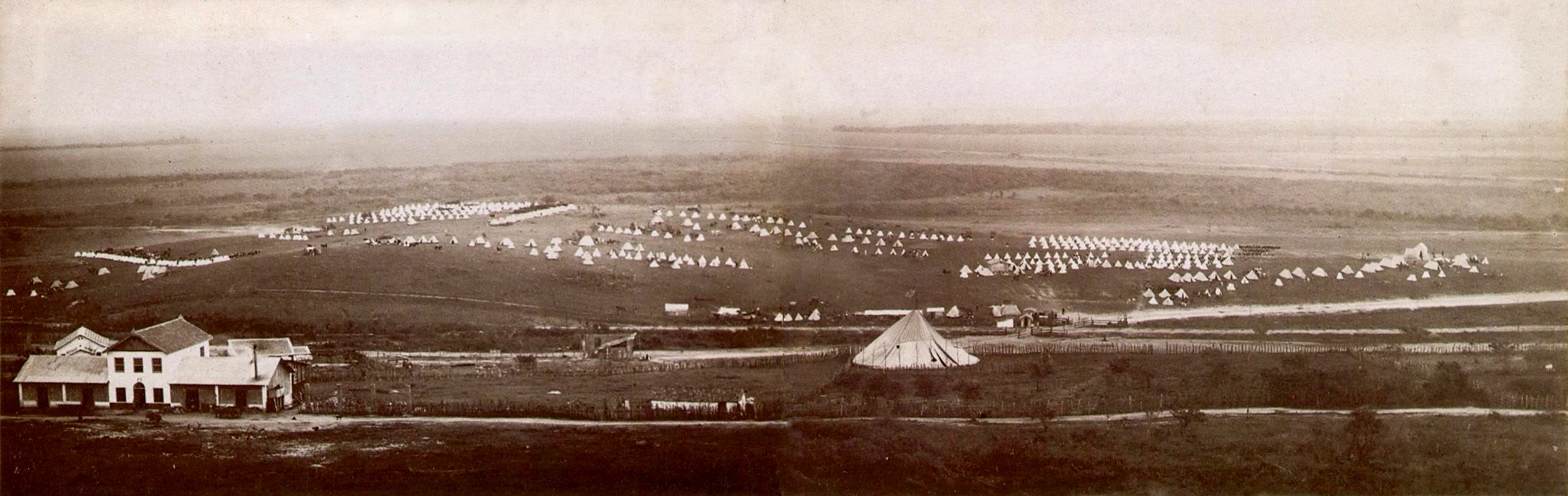
Campament militar de l'Exèrcit Imperial del Brasil, 1885.

A partir de la dècada del 1880, va sorgir una nova generació de militars tèrbols i indisciplinats. Els antics militars monàrquics, com Luís Alves de Lima e Silva (duc de Caxias), Polidoro da Fonseca Quintanilha Jordão (vescomte de Santa Teresa), Antônio de Sampaio, Manuel Marques de Sousa (comte de Porto Alegre) i Manuel Luís Osório (marquès d'Herval) ja havien mort. La manca d'un relleu fort, les dècades de pau després de la guerra a Paraguai i la infiltració de les idees positivistes entre els cadets de l'Escola Militar, van dur a un constant afebliment de l'estament militar, on freqüentaven les mostres d'indisciplina entre les tropes: durant l'any 1884, dels 13 mil efectius de l'Exèrcit, 7.526 van ser arrestats en almenys una ocasió.
La figura de Pere II, incontestable des dels anys 1840, va començar a ser qüestionada. L'emperador es veia llastat per les seves idees reformistes, que comptaven amb escàs suport polític. Sense un successor viable a la Quinta de Boa Vista, el clergat, les elits burgeses, les altes esferes polítiques i l'exèrcit coincidiren en la necessitat d'un canvi d'ordre, si bé aquests últims optaven per la implantació d'un règim militar fort. El 1882, un periodista que havia fet crítiques al comportament dels militars va ser assassinat per oficials de l'Exèrcit a plena llum del dia, en un carrer transitat. Els activistes republicans van incentivar el comportament indisciplinat dels militars durant els anys 1887 i 1888, al·legant falta d'atenció i consideració per part del govern envers les Forces Armades. El 1888, el pressupost destinat a les Forces Armades havia caigut al 19%.

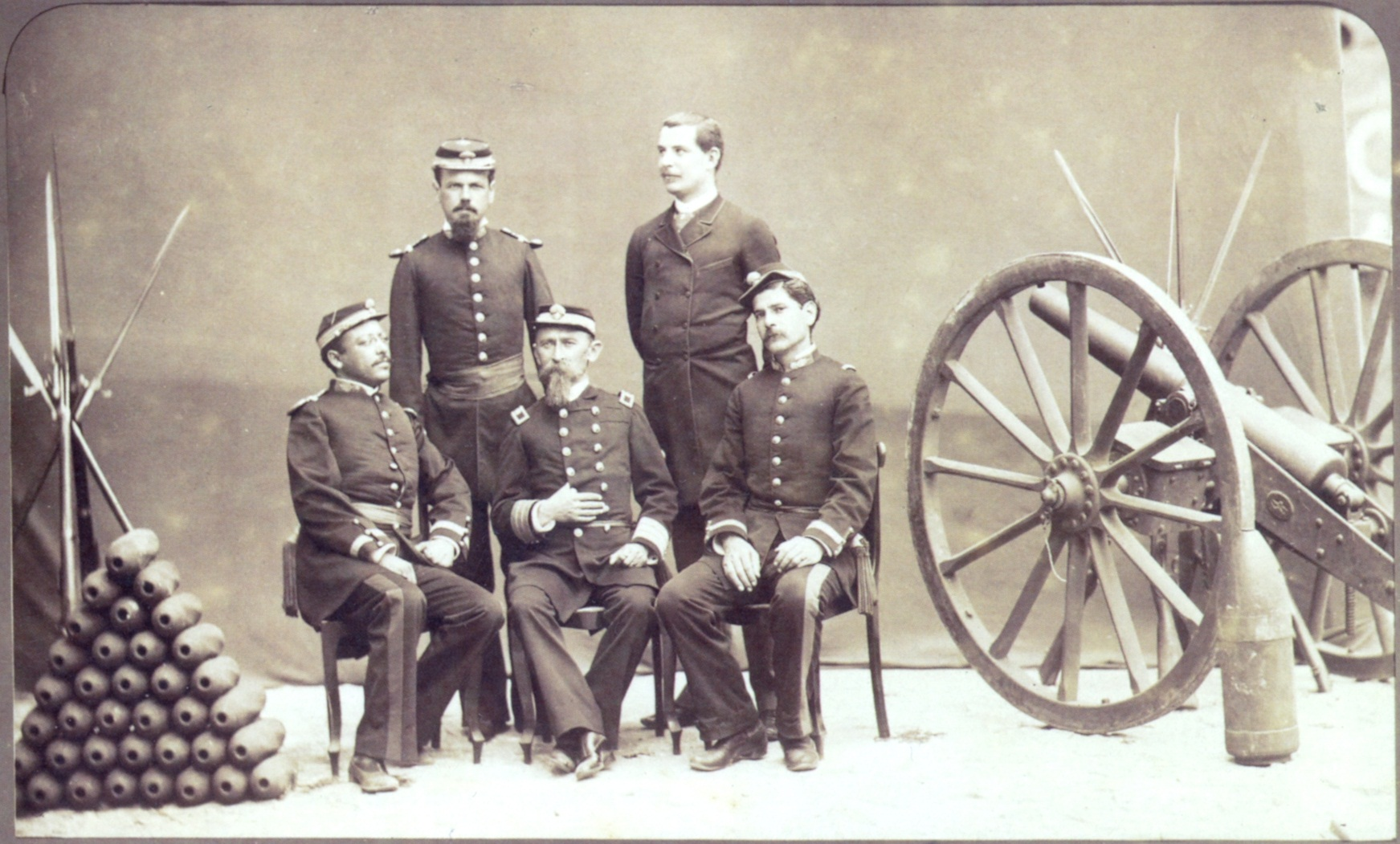
Oficials brasilers al costat d'un canó, 1886.

El 15 de novembre de 1889, la monarquia va ser derrocada per les tropes de l'Exèrcit liderades pel mariscal Manuel Deodoro da Fonseca, que es va erigir en líder d'una república autoritària. L'emperador va acceptar sense fer escarafalls la seva sort i, dies després del cop, va sortir en vaixell cap a Europa. Van ser comptats els batallons que, després de la Proclamació de la República, es mantingueren fidels a la corona; destacant la resistència del 25è d'infanteria de Florianópolis o el 2n d'artilleria de Rio.
L'any 1893, diverses faccions monàrquiques al sud del país es van aixecar en armes. Durant dos anys i mig, la Revolució Federalista va intentar derrocar el govern militar, proposant un sistema polític democràtic i més descentralitzat. Els federalistes que no van morir en combat, van ser arrestats, deportats o afusellats per l'exèrcit.

## República

### República Velha (1889-1930)

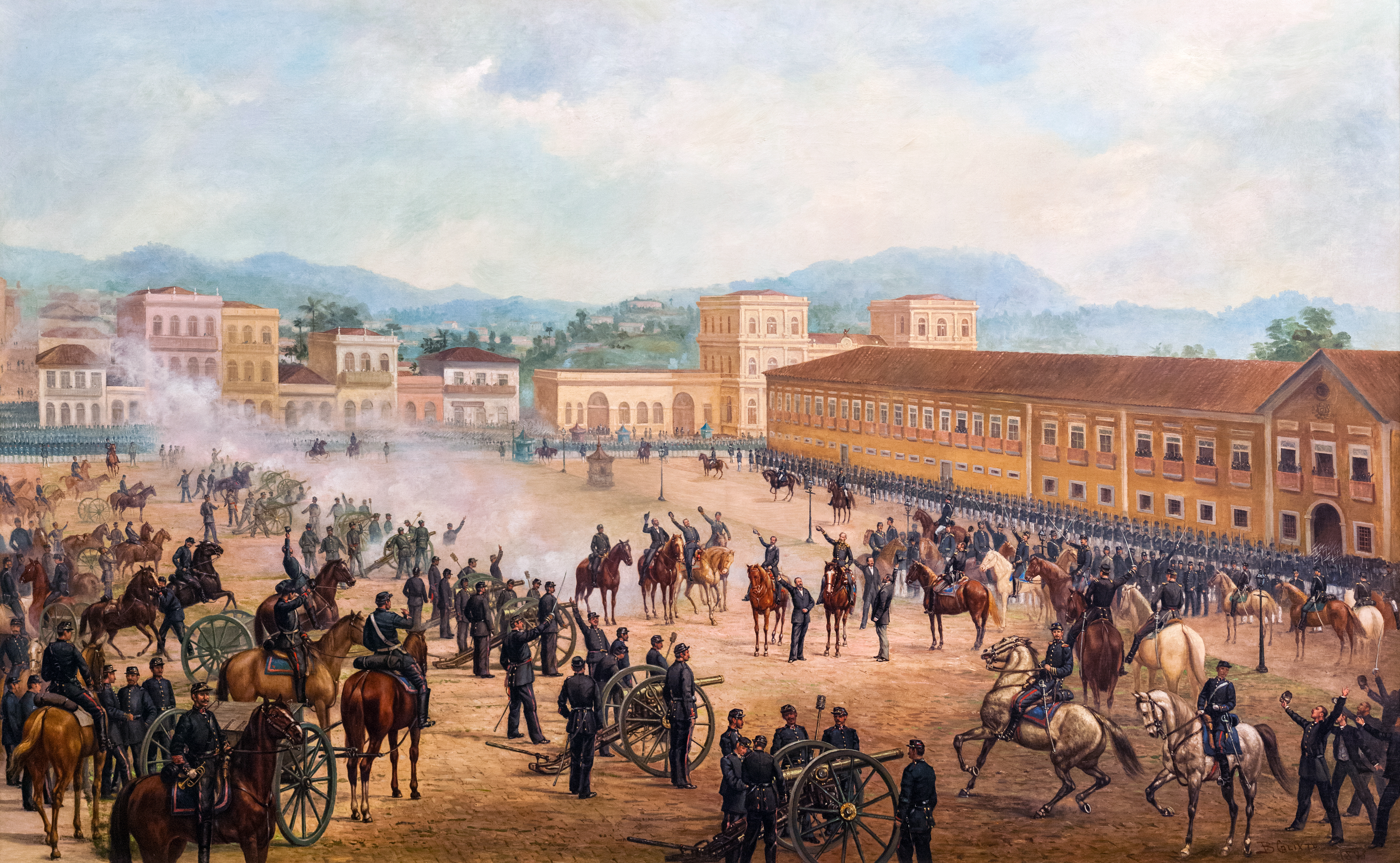
Proclamação da República (Benedito Calixto, 1893)

Després del cop d'estat, es va instaurar un govern republicà al país que, en la seva primera etapa, va rebre el nom de República Velha. Es va prometre als militars un increment salarial, així com la reforma integral de la institució: l'alteració dels plans d'organització de l'Exèrcit, la reforma de l'ensenyament militar i la reglamentació de promocions. No obstant això, la reformulació de l'organisme es va limitar a augmentar el nombre de batallons i regiments, sense que fos modificat la quantitat de militars. Les promocions concedides pel nou govern no van respectar la jerarquia, l'antiguitat ni l'expedient, prevalent només interessos polítics. Es van clausurar tres arsenals de guerra, la fàbrica de pólvora va fer fallida, no va ampliar-se el currículum acadèmic per adaptar-lo als nous armaments i tàctiques i el material bèl·lic pel ministeri era completament desfasat. Les despeses de les Forces Armades en 1889 van estar prop d'1.7 milions de lliures, mentre que deu anys després, el valor havia baixat a poc més de mig milió de lliures. Si considerem l'hiperinflació que va patir el Brasil aquella dècada, queda manifesta la greu situació de l'exèrcit en relació als últims anys de l'Imperi.
El canvi de segle va portar una nova guerra internacional, aquest cop contra Bolívia (1899-1903). La guerra de l'Acre va permetre ampliar les fronteres brasileres en una regió amazònica rica en arbres del cautxú, de la que s'extreia el làtex. Aquesta fou l'última ampliació destacable del territori i, tot i la indemnització que va haver de pagar a Bolívia en l'acord de pau, va resultar una operació extremament rendible pels brasilers.
Ancorat en la filosofia positivista, durant els anys 1889-94, el primer període en la història brasilera en el qual l'exèrcit va dirigir el país, intentant imposar les seves directrius polítiques i projectes de desenvolupament nacional. Aquest temps es va conèixer amb el nom de República de l'Espasa. La inestabilitat generada pel canvi de règim, la profunda crisi econòmica, la Revolució Federalista i la Revolta de l'Armada contra l'autoritarisme presidencial, van posar fi al domini militar en la política federal.
El mariscal Hermes Rodrigues da Fonseca, en assumir el Ministeri de la Guerra el 1906, va donar un fort impuls a la reforma de l'estructura militar del país. Va establir el servei militar obligatori, per sorteig, i va reorganitzar l'exèrcit basant-se en idees més modernes. La llei del sorteig va tenir moltes protestes, no obstant això, va entrar en vigor el 1916, just després de finalitzar la Guerra del Contestado i per la urgència en reunir tropes de cara a l'entrada del país en la Primera Guerra Mundial.
Si bé el Brasil s'havia declarat inicialment neutral, comerciava freqüentment amb les potències aliades, principalment cafè. Mentrestant, Alemanya havia decretat l'embargament comercial dels seus enemics, motiu pel qual els seus submarins van enfonsar diversos bucs mercants del país sud-americà durant el primer semestre de 1917. Així, Brasil va declarar la guerra a les Potències centrals el 26 d'octubre d'aquell any. L'Exèrcit Brasiler va participar del conflicte amb l'enviament d'un grup d'oficials i sergents al Front Occidental, que es van incorporar a les línies franceses. Un terç dels oficials enviats van ser promoguts per actes de valentia en combat. D'entre aquests, va destacar el tinent José Pessoa Cavalcanti de Albuquerque, que actuant en el 4t regiment de Cavalleria, va ser condecorat per francesos i belgues, sent promogut a capità i comandant d'esquadró. Actualment és el patró de la força blindada brasilera.
El 1919, en virtut d'un acord amb el govern francès, es va instaurar al Brasil la Missió Militar Francesa, que durant dues dècades va ser l'encarregada d'establir les noves pautes de formació i direcció de l'exèrcit brasiler. Aquesta etapa es va veure enfosquida als anys 20 pel tenentismo, rebel·lions i insurreccions protagonitzades per oficials de baix escalafó i, per la Revolució de 1930 i el cop d'estat de Getúlio Vargas, que va comptar amb el vist-i-plau de bona part de l'estament militar.

### Era Vargas (1930-1945)
Entre 1930 i 1950, l'exèrcit brasiler va tornar a regir el País de forma directa. Primer, fins a 1945, a través de la figura de Getúlio Vargas, neutralitzant l'oposició civil i derrotant les insurreccions de 1932, 1935 i 1938; en l'etapa que es va conèixer com Era Vargas. Després, entre 1946-50, a través del General Eurico Gaspar Dutra.
L'Estat va transferir el 1938 les funcions efectives de comandament al Ministre de la Guerra i, conseqüentment, l'Estat Major va esdevenir un mer òrgan assessor, sense les prerrogatives i responsabilitats mantingudes anteriorment. Durant aquest període també es va transferir l'escola de formació d'oficials de l'exèrcit, des de l'Acadèmia Militar de Realengo cap a la d'Agulhas Negras, a Resende.

Emblema de les FEB.

El país era depenent de les inversions estatunidenques. Quan els nord-americans van declarar la guerra a l'Eix, van exercir una intensa pressió diplomàtica per forçar el Brasil a sumar-s'hi. Vargas va acceptar només l'any 1944, col·laborant en l'esforç de guerra aliat enviant al teatre d'operacions d'Itàlia la Força Expedicionària Brasilera (coneguda popularment com Pracinhas), sota el comandament del General Mascarenhas de Moraes. El destacament al país transalpí va lluitar junt al 5è Exèrcit dels Estats Units d'Amèrica. La FEB va fer més de 15.000 presoners de guerra i va capturar dues divisions enemigues, una alemanya i una italiana. Malgrat l'entrenament insuficient i de la falta de suport i material per part del govern (van haver de lluitar amb uniformes prestats, ja que els seus no estaven preparats pel fred hivern europeu), els pracinhas van acomplir les missions designades pel comandament aliat i van tenir una valuosa participació en la rendició de les tropes del Reich desplegades a Itàlia. Dels 25.800 homes enviats a Europa, uns 2.500 van morir i 12.000 més van resultar ferits.
També en el marc de la Segona Guerra Mundial, un destacament de soldats brasilers van ser destinats a l'Amazònia, per col·laborar activament en la producció de làtex i cautxú, uns materials de gran valor pels Aliats, ja que els exportadors asiàtics havien quedat sota el control japonès. Aquests van ser coneguts amb el nom de Soldats del cautxú (Soldados da borracha).

### Nova República (1945-64)

El Mariscal Teixeira Lott, protagonista del Moviment 11 de novembre, va aconseguir defensar l'ordre constitucional en el període 1954-56.

La pressió de la societat civil per la redemocratització del país van dur els militars a allunyar Vargas del poder immediatament després de concloure la guerra. En l'elecció posterior, el candidat de l'exèrcit, el general Dutra, va vèncer el candidat de la Força Aèria, el brigadier Eduardo Gomes.
Després de Dutra, l'exèrcit es va mantenir relativament neutral en la política. fins a l'any 1954. El president de la República era, de nou, Getúlio Vargas, en el càrrec, per via democràtica, des de 1951. El país travessava una nova crisi econòmica i el paquet de mesures progressistes del govern van causar fricció amb l'ala més conservadora. El 22 d'agost, un manifest signat per diversos generals va exigir la renúncia de Vargas, qui se suïcidaria dos dies després. Des d'aquell moment i fins a la presa de possessió de Juscelino Kubitschek i João Goulart, el gener de 1956, se succeïren diverses conjures colpistes entre l'alt comandament.
Posteriorment, l'any 1961, fou triat President Jânio Quadros, qui ocupà el càrrec durant 7 mesos, fins a la seva dimissió el 25 d'agost. Qui devia ocupar la presidència era el seu vicepresident, João Goulart, però en aquell moment es trobava fora del país i no va poder jurar el càrrec. Goulart, que tenia fama de filocomunista, no era vist amb bons ulls per les Forces Armades i es va constituir un govern provisional militar, fins que el polític gaúcho va tornar i va jurar el càrrec.

### Règim militar al Brasil (1964-1985)

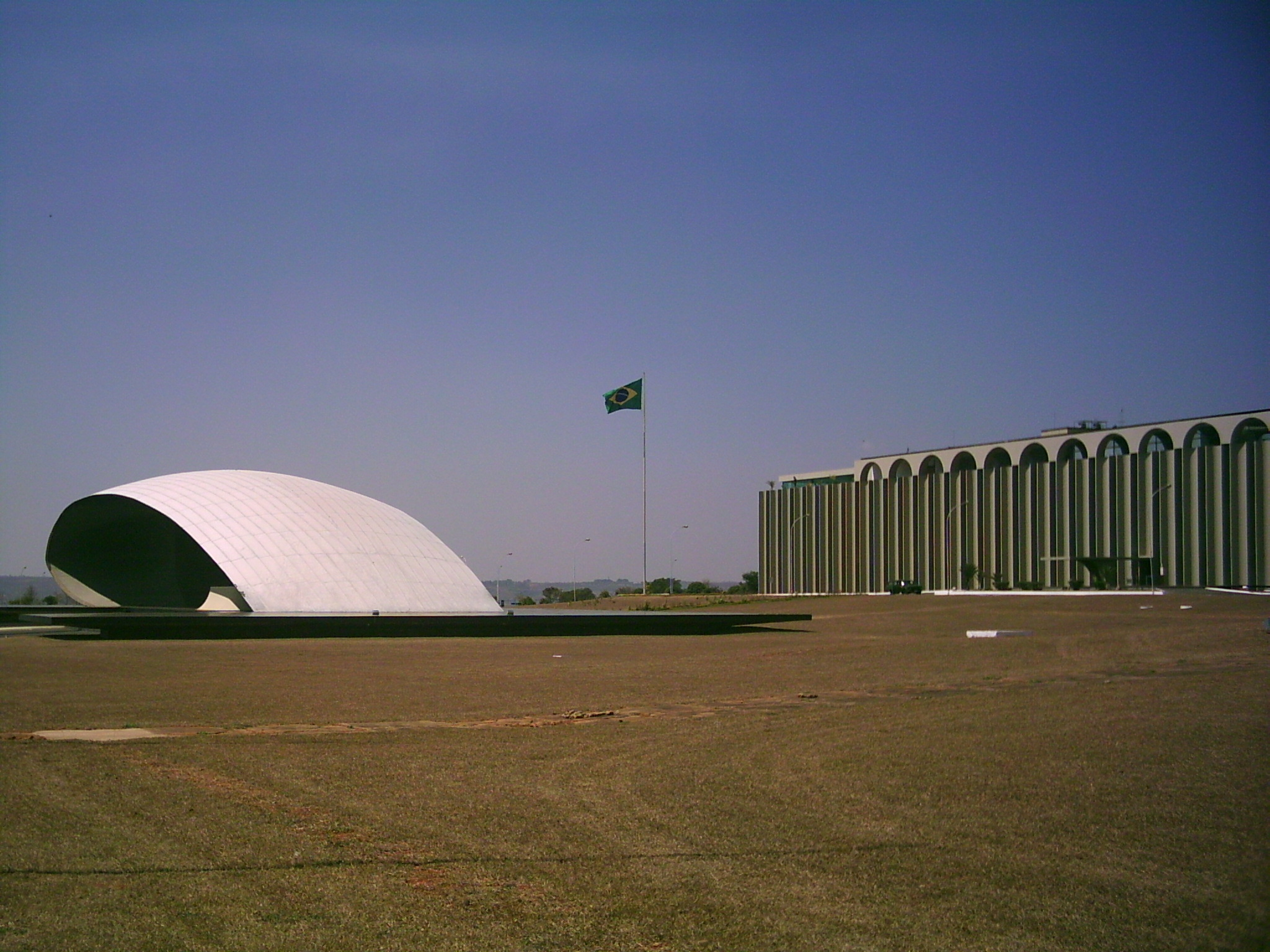
Vista de la Caserna General de l'Exèrcit, en Brasília.

Amb el Cop d'Estat de 1964 es va iniciar l'últim període en el qual l'exèrcit va regir el destí del país. Entre 1964 i 1974, l'anomenada "línia dura" de l'Exèrcit va extingir a poc a poc les garanties democràtiques, a més de prohibir eleccions per a càrrecs executius federals, estatals i en municipis importants. En l'apogeu de la Guerra Freda i amb l'oposició política anul·lada, els militants d'esquerra van recórrer a la guerrilla. El període de major repressió política va ocórrer durant el govern Médici, conegut com els "anys de plom", en el qual l'oposició armada va ser derrotada i les tortures i assassinats de caràcter ideològic, l'empresonament i l'exili dels dissidents eren habituals. Les protestes de part de la població, causades pel desgast natural d'anys de poder dictatorial, sumat a la crisi del petroli del 1973, es va reflectir en la derrota del partit de l'exèrcit en les grans capitals i en els principals estats, en les eleccions de 1974. La crisi de credibilitat generada pels assassinats del periodista Vladimir Herzog i del sindicalista Manoel Fiel Filho, entre d'altres, en una època en què l'oposició armada ja estava erradicada; més la pressió en favor de la democràcia exercida pel president americà Jimmy Carter, van donar a l'"ala moderada" de l'exèrcit, liderada pels generals Geisel i Golbery, més força per iniciar un procés d'obertura, encara que lent i gradual.
La segona ona de vagues obreres en la regió de l'ABC paulista, sumada a la segona crisi del petroli, van coincidir amb la promulgació de la Llei d'Amnistia de 1979, que va propiciar el retorn dels exiliats. Amb l'inici de la dècada dels vuitanta, el desencís popular, agreujat pels efectes de la hiperinflació i de la crisi del deute exterior, només van augmentar les demandes per la volta del Brasil a la democràcia. Demandes aquestes que van arribar al seu màxim entre 1983-84. Així, a poc a poc, l'exèrcit es va veure forçat a tornar a la caserna.

### Actualitat (1985-)

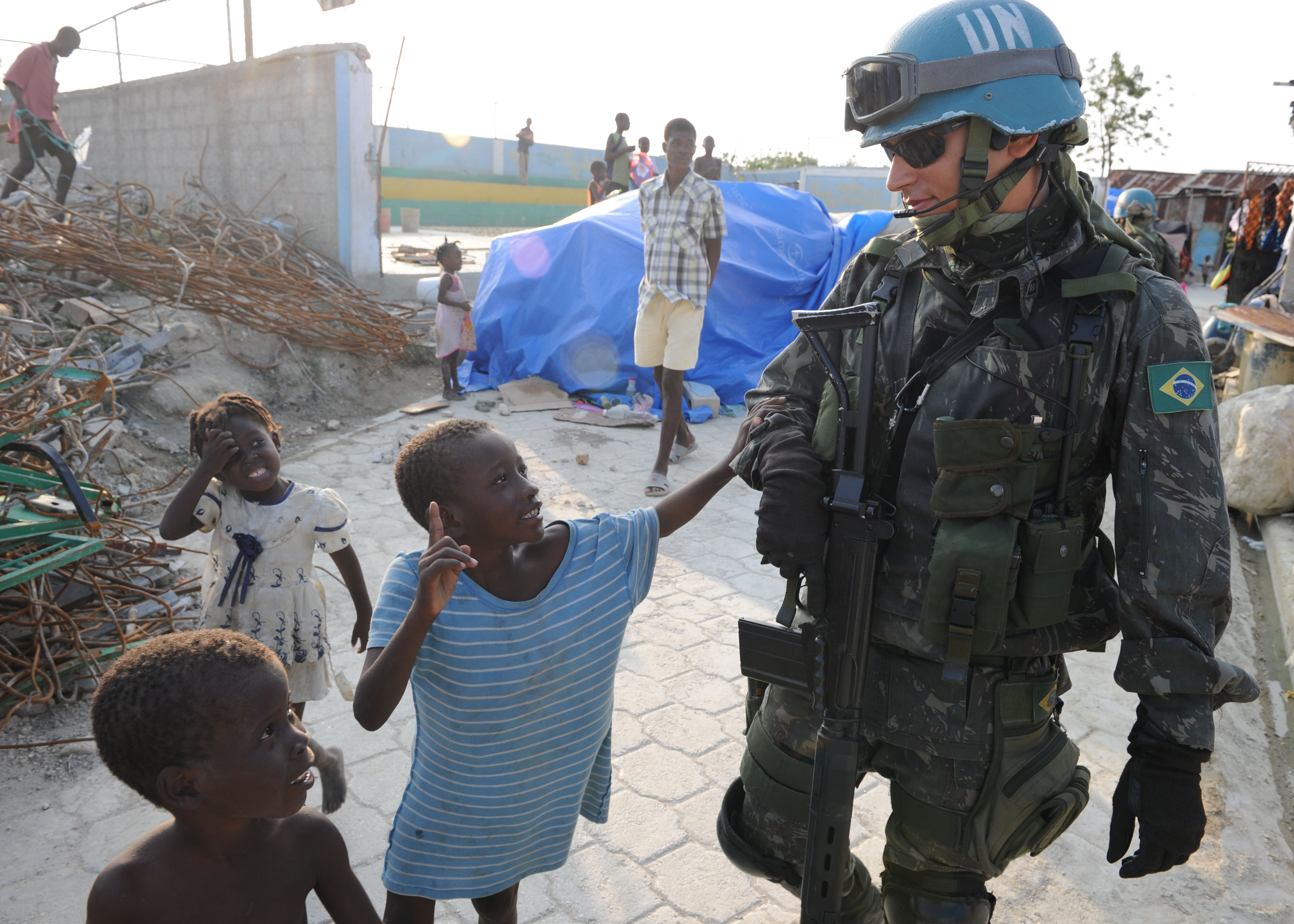
Casc blau brasiler a Haití, 2010.

Amb la promulgació de la Constitució, el 1988, les Forces Armades es van allunyar del nucli polític brasiler, tornant a les seves missions constitucionals. En el nou escenari internacional posterior a la caiguda de l'URSS, l'Exèrcit va ser destinat a complir amb la política externa brasilera, passant a actuar en diverses missions de pau patrocinades per l'ONU, com ara a Angola, Moçambic i Timor Oriental, a més d'enviar diversos observadors militars a altres regions del món en conflicte. L'any de 2004, l'Exèrcit Brasiler va comandar les forces de pau que es trobaven a Haití, que es va allargar fins 2017.
Una onada de crims a Rio va provocar que, el novembre de 2010 i a petició del governador de l'Estat de Rio de Janeiro, hi fossin destinats prop de 800 soldats de la Brigada d'Infanteria Paracaigudista de l'Exèrcit amb l'objectiu de fer front a la criminalitat als suburbis carioques. L'operació va dur a la invasió del conjunt de faveles de l'Alemão, en la que els militars tenien la missió de protegir el perímetre, sense arribar a fer cap incursió. La participació de l'exèrcit en aquesta operació, que tenia de rerefons la propera celebració de la Copa del Món de Futbol i els Jocs Olímpics, va finalitzar el 2012.